# San Asensio
San Asensio település Spanyolországban, La Rioja autonóm közösségben. San Asensio Cenicero, Uruñuela, Hormilleja, Nájera, Hormilla, Briones, San Vicente de la Sonsierra, Baños de Ebro és Torremontalbo községekkel határos. Lakosainak száma 1099 fő (2024).

## Népesség
A település népessége az elmúlt években az alábbi módon változott:
| Lakosok száma | 1169 | 1266 | 1309 | 1274 | 1220 | 1190 | 1130 | 1114 | 1113 | 1099 |
|               | 2001 | 2004 | 2007 | 2009 | 2012 | 2014 | 2017 | 2019 | 2022 | 2024 |